# كأس أوكرانيا 1999–2000
كأس أوكرانيا 1999–2000 (بالأوكرانية: Кубок України з футболу 1999—2000)‏ هو الموسم 9 من كأس أوكرانيا. أقيم خلال الفترة 11 مارس 2000 وحتى 27 مايو 2000، وكان عدد الأندية المشاركة فيه 32، وفاز فيه دينامو كييف.